# Blondes (Have More Fun)
Blondes (Have More Fun) è un singolo del cantautore rock britannico Rod Stewart, il terzo estratto dall'album semi-omonimo del 1978 Blondes Have More Fun. Scritto da Stewart e Jim Cregan, il brano è stato prodotto da Tom Dowd.
Incentrato sul luogo comune che "le bionde si divertono di più", il singolo ha ricevuto opinioni contrastanti: il critico Stephen Thomas Erlewine di AllMusic ha descritto la canzone come una "traccia vincente" allo stesso modo di Da Ya Think I'm Sexy? e Ain't Love a Bitch. L'opinionista di Rolling Stone Janet Maslin l'ha descritta come una delle tre canzoni "tollerabili" dell'album. Al contrario, il critico Dave Tianen ha valutato la canzone come la quarta peggiore nel repertorio di Stewart.
Blondes (Have More Fun) è stato incluso nel video dal vivo di Rod Stewart Live at the L.A. Forum. Una versione live è stata inoltre inclusa nell'album del 2014 Live 1976-1998: Tonight's the Night.